# Diploneidaceae
Famille
Les Diploneidaceae  sont une famille d'algues de l'embranchement des Bacillariophyta (Diatomées), de la classe des Bacillariophyceae et de l’ordre des Naviculales.

## Étymologie
Le nom de la famille vient du genre type Diploneis, dérivé du grec διπλο / diplo, double, et neis du grec νηυς / nèys (latin navis), bateau, en référence aux valves de certaines espèces de cette diatomée, qui, étant rétrécies dans leur milieu les fait ressembler  à des bateaux presque coupés en deux ou composés de deux parties symétriques. Le nom du genre fut donné en 1840 par Ehrenberg « à certaines diatomées naviculoïdes panduriformes (c'est-à-dire échancrées en leur milieu) ».

## Liste des genres
Selon AlgaeBase (17 mai 2022) :
- Diploneis Ehrenberg ex Cleve, 1894
- Raphidodiscus H.L.Smith ex T.Christian, 1887

## Systématique
Le nom correct complet (avec auteur) de ce taxon est Diploneidaceae D.G.Mann, 1990.

## Publication originale
- Round, F.E., Crawford, R.M. & Mann, D.G. (1990). The diatoms biology and morphology of the genera.  pp. [i-ix], 1-747. Cambridge: Cambridge University Press.